# آناستازیا (موسیقی متن)
آناستازیا: موسیقی از فیلم سینمایی (انگلیسی: Anastasia: Music from the Motion Picture) موسیقی متن فیلم آناستازیا استودیو انیمیشن فاکس در سال ۱۹۹۷ است؛ که شامل آهنگ‌هایی از فیلم است که توسط لین آرنز و استفان فلاهرتی نوشته شده است، منتخبی از موسیقی اصلی که توسط دیوید نیومن ساخته شده و توسط لیز کالاوی، جیم کامینگز، جاناتان دوکوچیتز و کلسی گرامر اجرا شده است و شامل تک‌آهنگ‌هایی از آلیا و دینا کارتر است. و یک دونوازی با ریچارد مارکس و دونا لوئیس، همراه با قطعاتی از موسیقی فیلم که توسط نیومن ساخته شده است. در ۲۸ اکتبر ۱۹۹۷ به صورت سی دی و کاست صوتی منتشر شد.
ترانه‌های «سفر به گذشته» و «روزی از روزهای ماه دسامبر» نامزد جوایز اسکار و گلدن گلوب شدند. نیومن همچنین اولین نامزدی اسکار خود را برای این موسیقی دریافت کرد. تک‌آهنگ «در آغاز» توانست رتبه ۴۵ را در بیلبورد هات ۱۰۰ و همچنین رتبه اول را در بیلبورد معاصر بزرگسالان کسب کند.

## فهرست آهنگ
تمام آهنگ‌ها توسط استفان فلاهرتی با اشعار لین آرنز ساخته شده است؛ تمام نمرات توسط دیوید نیومن ساخته شده است.
| خیر | عنوان                                             | هنرمند(های) ضبط                          | طول  |
| --- | ------------------------------------------------- | ---------------------------------------- | ---- |
| ۱.  | یک شایعه در سن پترزبورگ                           | جاناتان دوکوچیتز، کلسی گرامر             | ۳:۲۵ |
| ۲.  | سفر به گذشته                                      | لیز کالاوی                               | ۲:۵۵ |
| ۳.  | روزی روزگاری در دسامبر                            | لیز کالاوی                               | ۲:۴۸ |
| ۴.  | در تاریکی شب                                      | جیم کامینگز                              | ۳:۲۱ |
| ۵.  | یاد بگیر انجامش بده                               | جاناتان دوکوچیتز، کلسی گرامر، لیز کالاوی | ۲:۳۶ |
| ۶.  | یاد بگیر این کار را انجام دهی (تکرار والس)        | کلسی گرامر                               | ۱:۴۵ |
| ۷.  | کلید پاریس (به قلب شما) راه پیدا می‌کند            | جاناتان دوکوچیتز، برنادت پیترز           | ۳:۰۲ |
| ۸.  | در آغاز ( ریچارد مارکس، استیون فلاهرتی، لین آرنس) | ریچارد مارکس، دونا لوئیس                 | ۳:۴۰ |
| ۹.  | سفر به گذشته                                      | آلیا                                     | ۴:۰۴ |
| ۱۰. | روزی روزی یک دسامبر                               | دینا کارتر                               | ۳:۳۴ |
| ۱۱. | پرولوگ (امتیاز)                                   |                                          | ۶:۲۳ |
| ۱۲. | صحبت از سوفی (امتیاز)                             |                                          | ۲:۳۶ |
| ۱۳. | کابوس (امتیاز)                                    |                                          | ۳:۰۵ |
| ۱۴. | ربودن و اتحاد مجدد (امتیاز)                       |                                          | ۴:۲۹ |
| ۱۵. | خاطرات با مادربزرگ (امتیاز)                       |                                          | ۳:۱۷ |
| ۱۶. | فینال (امتیاز)                                    |                                          | ۲:۵۹ |
| ۱۷. | سفر به گذشته                                      | تالیا                                    | ۳:۰۷ |

| نمرات را مرور کنید | نمرات را مرور کنید |
| منبع               | رتبه بندی          |
| ------------------ | ------------------ |
| همه‌ی آهنگ‌ها        | ۳ از ۵ ستاره       |
| آهنگ‌های فیلم       | ۳ از ۵ ستاره       |